# Thamniopsis diffusa
Thamniopsis diffusa là một loài rêu trong họ Pilotrichaceae. Loài này được (Wilson ex Mitt.) W.R. Buck mô tả khoa học đầu tiên năm 1987.